# Backnejlika
Backnejlika, eller Ängsnejlika (Dianthus deltoides) är en art i familjen nejlikväxter.

## Beskrivning
Backnejlika är en flerårig, lågväxande, ofta krypande, ört med enkla eller löst tuvade stjälkar.
Den blir upp till 20 cm hög. Stjälkarna är nedliggande eller krypande, blomstjälkarna uppstigande.
Bladen är korta och smala, och sitter tilltryckta mot stjälken.
Blommorna sitter vanligen ensamma på långa skaft. Kronbladen är oftast lysande purpurröda eller mörkrosa med vita prickar, men vita former är relativt vanliga. Fodret är långt, längre än hylsbladen och vanligen rödaktigt upptill.
Blomningstiden infaller i juni till augusti för svenska populationer.
Kromosomtal 2n = 30.

## Underarter
- Dianthus deltoides ssp. deltoides. Finns i nästan hela Europa, men sällsynt i söder.
  - Synonymer
    - Caryophyllus deltoides (L.) Moench
    - Caryophyllus glaucus (L.) Moench
    - Cylichnanthus deltoides (L.) Dulac
    - Dianthus crenatus Gilib.
    - Dianthus deltoides proles nurriae Sennen & Pau
    - Dianthus deltoides var. glaucus (L.) Ser.
    - Dianthus glaucus L., 1753 non 1754
    - Dianthus nurricus (Sennen & Pau) Sennen & Pau
    - Dianthus supinus Lam.
    - Silene deltoides E.H.L.Krause
- Dianthus deltoides ssp. degenii (Bald.) Strid. Finns i Ungerns och västra Balkans berg.
  - Synonymer
    - Dianthus degenii Bald.
    - Dianthus deltoides var. serpyllifolius Borbás
- Dianthus gratianopolitanus ssp. moravicus (Kovanda) Holub

## Habitat
Större delen av Europa.
Backnejlika är vanligt förekommande vild i Sverige, men är också vanlig som trädgårdsväxt med flera färgvariationer, som erhållit egna sortnamn. Se avsnitt Sorter nedan.

## Biotop
Torra och soliga sluttningar. Väldränerad jord med pH = 7, eller något basiskt, d v s kalkgynnad.

## Etymologi
- Släktnamnet Dianthus kommer av grekiska Dias (ett alternativt namn på guden Zeus) + anthos (blomma). Betydelsen är Zeus blomma. Detta var ett växtnamn som förekom redan 300 år före vår tideräkning.
- Artepitetet deltoides är grekiska, och betyder trekantig med syftning på kronbladens form.

## Sorter
- 'Albus' — blommorna är rent vita.
- 'Arctic Fire'
- 'Bright Eyes'
- 'Brilliancy' — har klarrosa blommor.
- 'Brilliant' — blir 10 cm hög och har mörkt karmosinröda blommor.
- 'Brilliant Cascade' — blir 15 cm hög och har karmosinröda blommor.
- 'Broughty Blaze'
- 'Canta Libra'
- 'Dark Eyes'
- 'Erectus'
- 'Flashing Light' — har mörkt körsbärröda blommor.
- 'Leuchtfunk'
- 'Microchip'
- 'Nelli'
- 'Red Eye'
- 'Shrimp'
- 'Vampir'
- 'Brilliant Cascade' — Ljust karminröda blommor på 15 cm hög växt
- 'Flashing Lights' — Skära blommor.
- 'Microchip' — Vita blommor med ett rött "öga"
- 'Zing Rose' — Ljust skära blommor

## Bilder

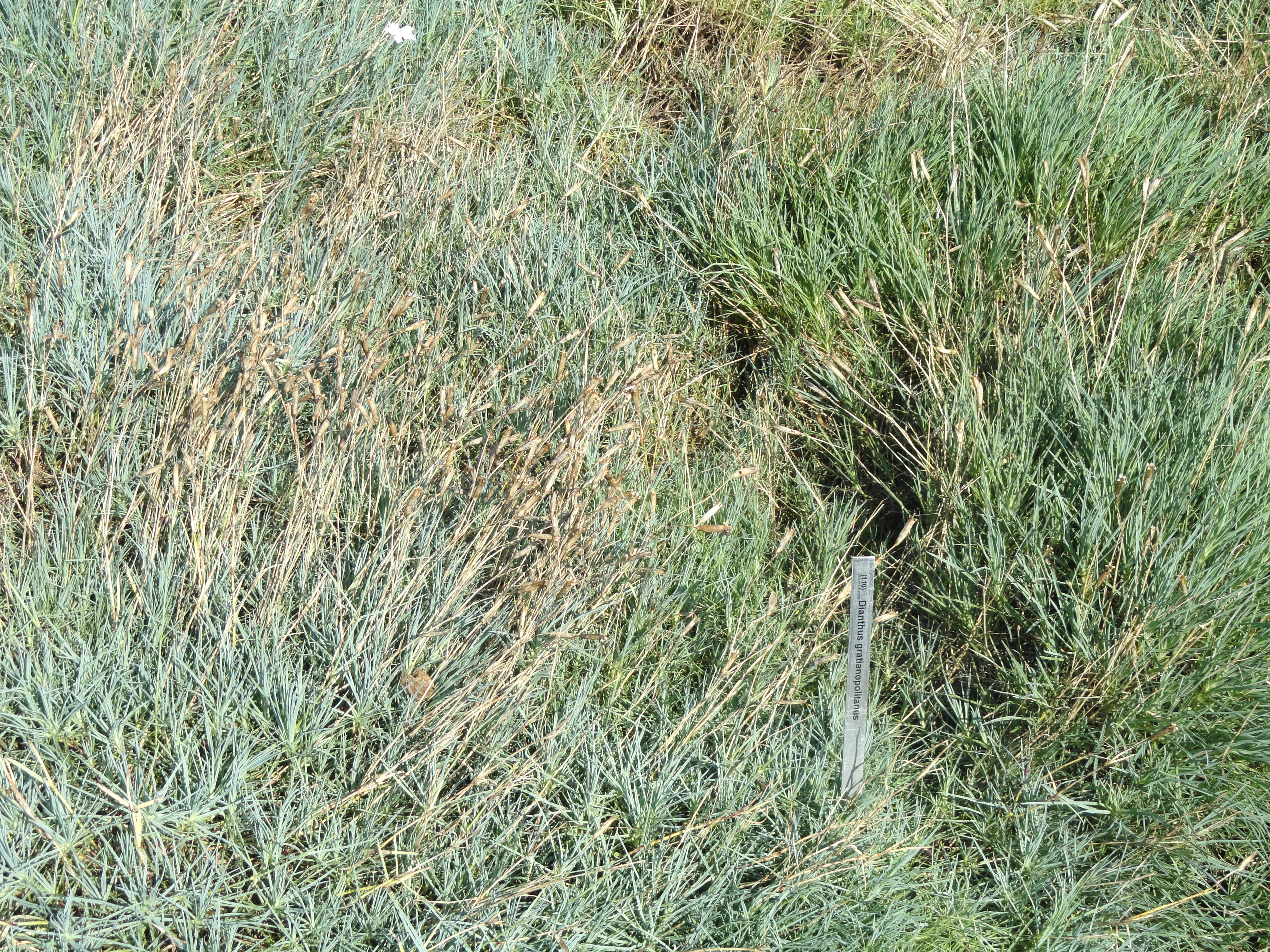
Backnejlika, habitat
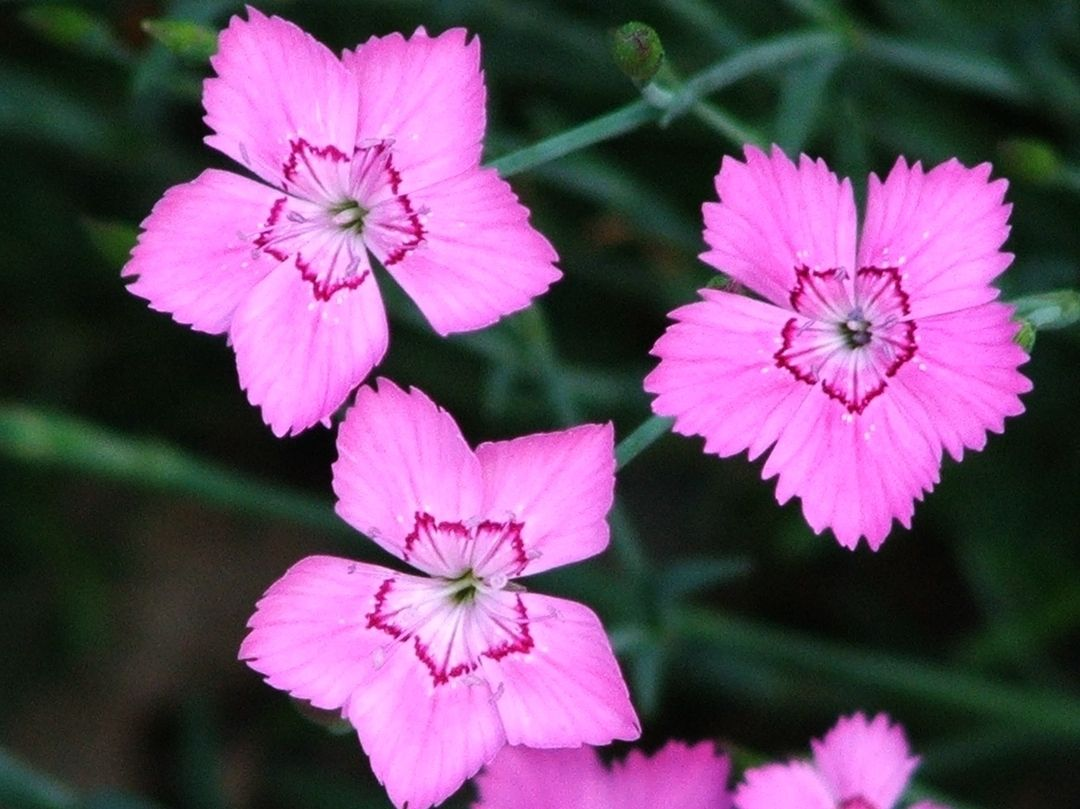
Odlad form av backnejlika
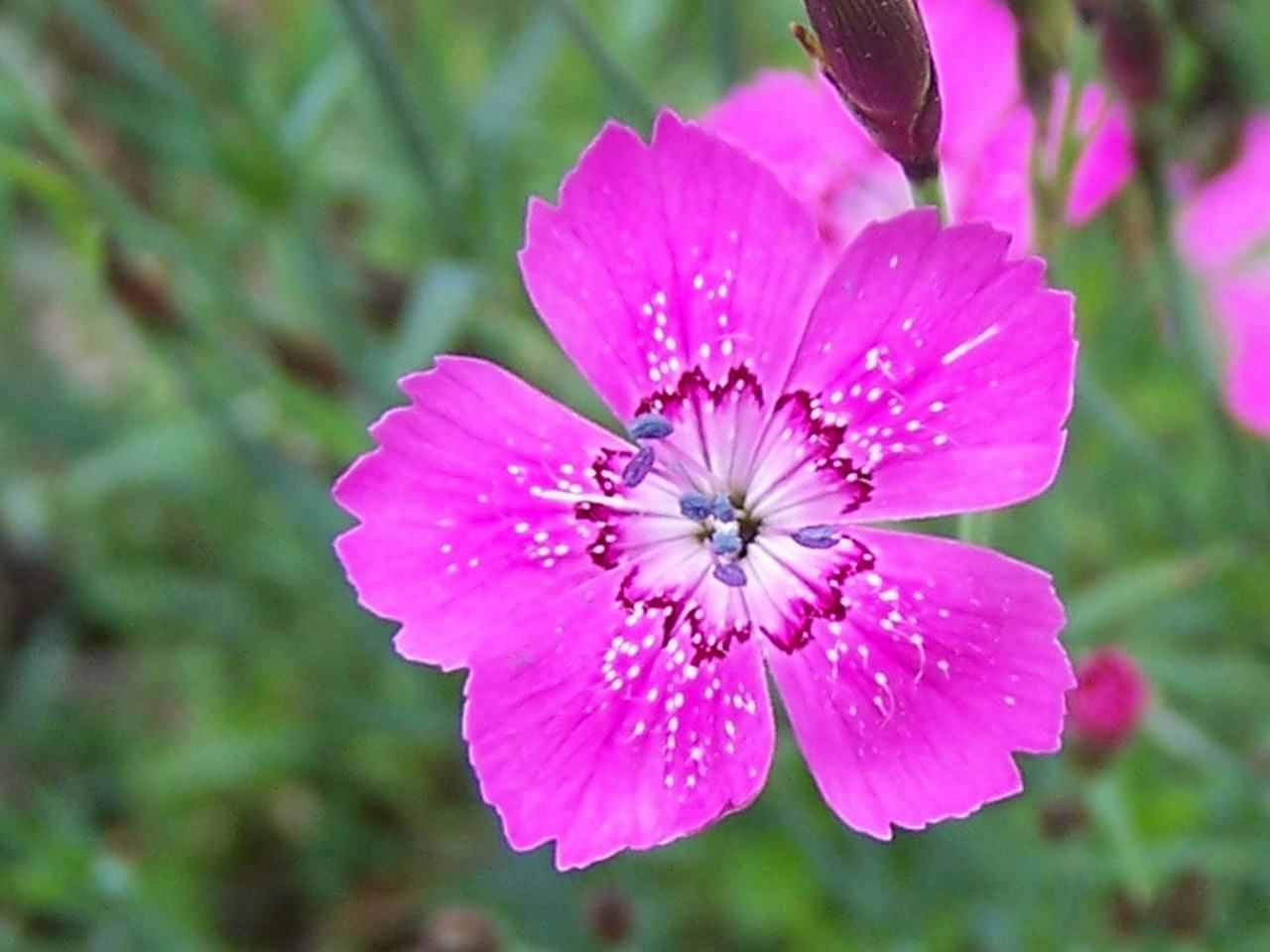
Odlad form av backnejlika
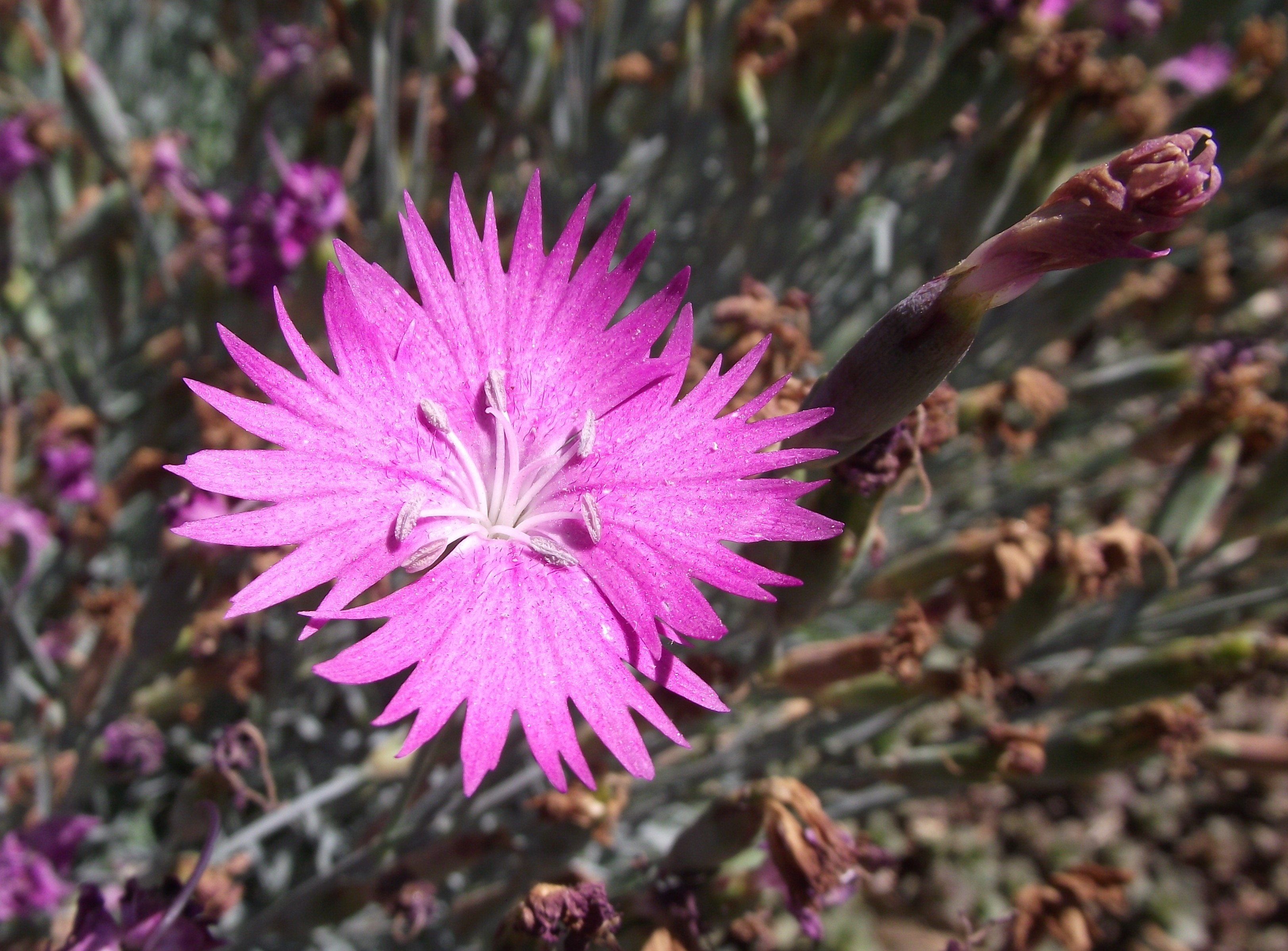
Underart 'Firewitch'
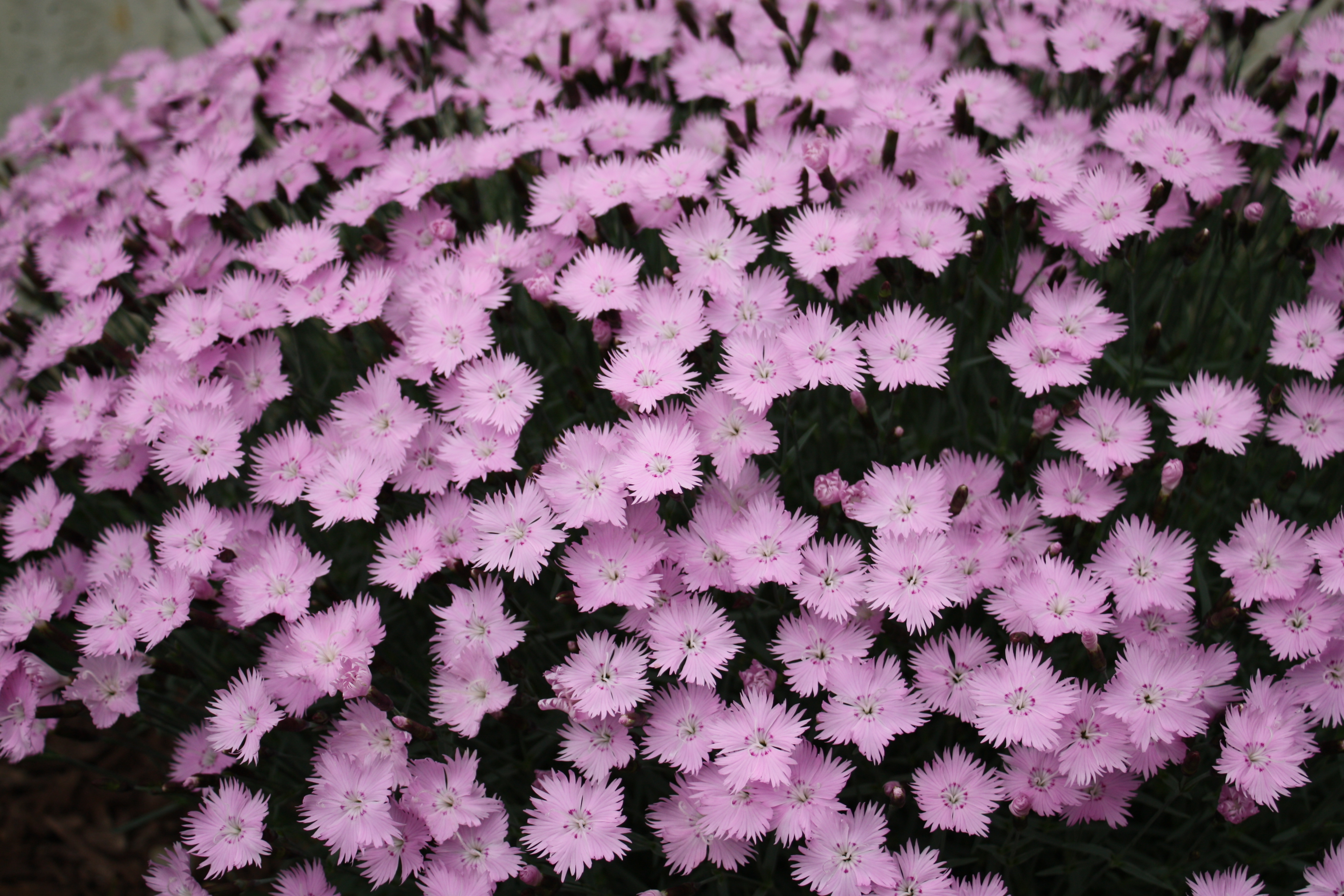
Förädlad variant "Bath's Pink"